# Александар Морозевич
Овај чланак користи алгебарску шаховску нотацију како би се описали шаховски потези.
Александар Морозевич (рус. Александр Морозе́вич) је руски шаховски велемајстор. Рођен је 18. јула 1977. године у Москви.
У априлу 2008. на рејтинг-листи ФИДЕ заузимао је трећу позицију са 2774 поена.
Морозевич у својој мајсторској пракси примењује необична отварања. На пример, против даминог гамбита он често игра Чигоринову одбрану (1. д4 д5 2. ц4 Сц6), а у последње време и Албинов противгамбит (1. д4 д5 2. ц4 е5) — оба ова система ретко се виђају на најјачим шаховским турнирима. Морозевич је такође познат по својим афинитетима према компликованијим позицијама.
Најјачи је играч на слепо на свету. Тај свој статус већ годинама потврђује на Амбер турнирима.